# Georges Perros
Pour les articles homonymes, voir Perros.
Georges Perros, né Georges Poulot le 31 août 1923 à Paris et mort le 24 janvier 1978 dans la même ville, est un écrivain et comédien français.

## Biographie
Avant d'entamer une carrière d'écrivain, il étudie d'abord le piano puis l'art dramatique au Centre du Spectacle de la Rue Blanche avant d'être reçu à la Comédie-Française. Ce qui lui permettra de rencontrer Jean Grenier lors d'une tournée de la compagnie au Caire. Puis, aux côtés de son ami Gérard Philipe, il est au festival d'Avignon avec Jean Vilar, Maria Casares, Maurice Jarre le musicien, la photographe Agnès Varda, Jeanne Moreau et beaucoup d'autres jeunes artistes dont beaucoup deviendront célèbres. Il devient lecteur pour Jean Vilar au TNP du théâtre de Chaillot. S'ennuyant à la figuration théâtrale, il décide de quitter la scène pour se consacrer à la littérature, publiant dès 1953 ses premières notes dans La Nouvelle Revue française de Paulhan, et traduisant des pièces de Tchekhov et Strindberg.
À partir de 1959, après des séjours à Saint-Malo, il s'installe à Douarnenez, dans le Finistère. Avec son épouse Tania Moravsky (1929-1996), ils y élèveront cinq enfants, les deux que Tania avait eus avant de le rencontrer et les trois qu'ils eurent ensuite ensemble. En 1961, paraît chez Gallimard le premier volume de Papiers collés, notes et réflexions griffonnées sur des bouts de papiers et largement retravaillées, associées à des études sur la littérature en général (outre quelques contemporains, sont particulièrement évoqués Kafka, Rimbaud, Hölderlin, et Kierkegaard). Perros emploie tour à tour l'humour et la distance au quotidien, dans des aphorismes ou des développements de quelques pages, au fil d'une langue à la fois dense et dépouillée. Il construit  ainsi une œuvre de « journalier des pensées », proche de La Rochefoucauld, Chamfort, Joubert voire de Cioran. Perros est aussi l'auteur dans la NRF de notes de critiques littéraires et télévisuelles à la fin de sa vie (Télénotes).
Perros est également l'un des poètes les plus séduisants de sa génération par la pureté de sa langue et la maîtrise de son lyrisme. Ses vers, parfois rimés — préférant à la rime riche la rime plus pauvre  — tiennent avant tout du récit, de la prose poétique, comme ses fameux Poèmes bleus (1962) ou Une vie ordinaire (1967), sous-titré «roman poème». Il y exprime le sentiment quotidien, tout comme le fait Raymond Queneau.
Georges Perros est mort d'un cancer du larynx le 24 janvier 1978 à l'hôpital Laennec de Paris. Malade depuis 1976, il fut contraint au silence après une opération des cordes vocales. Il a relaté son expérience dans L'Ardoise magique (1978). il est entré ainsi dans le cercle très étroit des écrivains tels Fritz Zorn, Antoine Percheron ou encore Barbellion et Marie Bashkirtseff qui « Chacun à sa manière s’adonnèrent à ce genre rare entre tous : le faire part de décès autobiographique ». Il repose au cimetière marin de Tréboul.
Sa correspondance importante (avec, entre autres, Jean Grenier, Jean Paulhan, Brice Parain, Lorand Gaspar, Michel Butor, Jean Roudaut, Bernard Noël, Gérard Philipe et Anne Philipe, Henri Thomas) s'ajoute à son œuvre.
Le poète et compositeur Paul Dirmeikis a mis en musique une douzaine de ses poèmes.

## Publications
- Poèmes bleus, Gallimard, 1962, rééd. « Poésie », avec une préface de Bernard Noël, 2019
- Papiers collés, Gallimard, 1960, rééd. « L'Imaginaire », 1986
- Une vie ordinaire, Gallimard, 1967, rééd. « Poésie », 1988
- Papiers collés II, Gallimard, 1973, rééd. « L'Imaginaire », 1989, Prix Bretagne 1974
- Huit poèmes, Lausanne, Alfred Eibel, 1974, rééd. 1978
- Notes d'enfance, Quimper, Calligrammes, 1977
- Échancrures, Quimper, Calligrammes, 1977

### Œuvres posthumes
- L'Ardoise magique, Charleville-Mézières, Givre, 1978. Réédition avec un poème liminaire de Michel Butor et une postface de Bernard Noël, L’œil ébloui, 2014
- Papiers collés III, Gallimard, 1978
- Huit poèmes, Lausanne, Alfred Eibel, 1978
- Lexique, Quimper, Calligrammes, 1981
- Lectures, Cognac, Le temps qu'il fait, 1981
- Les Yeux de la tête, Le Nouveau Commerce, 1983
- Je suis toujours ce que je vais devenir, coédition Calligrammes/Bretagnes, 1983. Entretiens avec Michel Kerninon. Réédition aux éditions Dialogues, Brest, 2016.
- Dessins, Le Nouveau Commerce, 1983. 11 cartes postales dessinées par l'artiste
- Télé-Notes, Rennes, Ubacs, 1992
- L'Occupation et autres textes, Nantes, Joseph K, 1996
- Lectures pour Jean Vilar, Cognac, Le temps qu'il fait, 1999
- Pour ainsi dire, Finitude, 2004
- Dessiner ce qu'on a envie d'écrire, recueil d'œuvres graphiques, Finitude, 2005
- J'habite près de mon silence, poèmes, Finitude, 2006
- La Pointe du Raz dans quelques-uns de ses états, coédition Finitude & Fario, 2010
- Œuvres, sous la direction de Thierry Gillybœuf, Paris, Gallimard, coll.  « Quarto », 2017.

### En revue
- Dossier M., dans Théodore Balmoral, no 71, 2013. (texte de Georges Perros précédé de Marc Le Gros, Monique ou Le Dernier Mot (Sur Georges Perros), et suivi de Jean Pierre Nedelec,  Lettre à Marceau Vasseur, de Jean Roudaut, M. (Glose), et de Roland Sénéca, Mes amis sont morts.)
- « Le promeneur de Douarnenez » de Michel Kerninon, Hopala !, no 55, février 2018

### Correspondances
- Correspondance Jean Grenier / Georges Perros, 1950-1971, Quimper, Calligrammes, 1980
- Lettres de Georges Perros à Jean Roudaut (1968-1978) in Faut aimer la vie, Paris, Eibel / Fanlac, 1981
- Jean Paulhan / Georges Perros, 1953-1967, Quimper, Calligrammes, 1982 ; réédition établie, annotée et introduite par Thierry Gillyboeuf, éditions Claire Paulhan, 2009.
- Lettres à Michel Butor, tome 1 (1956-1967), tome 2 (1968-1978), éd. Ubacs 1982-1983 Nantes, Joseph K, 1996
- Bernard Noël / Georges Perros, Correspondances, Draguignan, Éditions Unes, 1998
- Lettres à Carl-Gustaf Bjurström (1958-1976), éd. La Part commune, 1999
- Correspondance de Georges Perros et Brice Parain (1960-1971), Gallimard, 1999
- Georges Perros / Lorand Gaspar, Correspondance 1966-1978, Rennes, La Part Commune, 2001
- L'autre région, lettres à Maxime Caron, Finitude, 2002.
- Georges Perros / Vera Feyder, Correspondance 1966-1966, Préface de Vera Feyder, Editions La Part Commune,2007.
- Georges Perros / Anne et Gérard Philipe, Correspondance 1946-1978, préface de Jérôme Garcin, éd. Finitude, 2008
- Georges Perros / Henri Thomas, Correspondance 1960-1978, édition établie et annotée par Thierry Bouchard, préface et postfaces de Jean Roudaut, éd. Fario, collection Théodore Balmoral, 2017.
- Georges Perros / Xavier Grall, Regards Croisés, Correspondance 1969-1978, Préface de Ronan Nédélec, Éditions La Part Commune, 2021.